# Vacuna contra la fiebre amarilla
La vacuna contra la fiebre amarilla es una vacuna que protege contra la fiebre amarilla.  La fiebre amarilla es una infección viral que se presenta en África y América del Sur. La mayoría de las personas comienzan a desarrollar inmunidad dentro de diez días y el 99% está protegido dentro de un mes de la vacunación, y esto parece durar toda la vida.  La vacuna se puede utilizar para controlar los brotes de la enfermedad. Se administra por inyección en un músculo o justo debajo de la piel. 
La Organización Mundial de la Salud (OMS) recomienda la inmunización de rutina en todos los países donde la enfermedad es común. Esto suele ocurrir entre los nueve y doce meses de edad.  Aquellos que viajan a áreas donde ocurre la enfermedad también deben ser inmunizados. Generalmente no son necesarias dosis adicionales después de la primera.
La vacuna contra la fiebre amarilla es generalmente segura. Esto incluye a aquellos con infección por VIH pero asintomáticos. Los efectos secundarios leves pueden incluir dolor de cabeza, dolores musculares, dolor en el lugar de la inyección, fiebre y erupción cutánea. Las alergias severas ocurren en aproximadamente a una tasa de ocho por cada un millón de dosis, los problemas neurológicos graves ocurren en aproximadamente en cuatro por cada un millón de dosis y la falla de órganos en aproximadamente tres por cada un millón de dosis. Es probable que sea segura durante el embarazo y, por lo tanto, se recomienda entre aquellas que estarán potencialmente expuestas. No debe administrarse a personas con una función inmune muy pobre.
La vacuna contra la fiebre amarilla entró en uso en 1938.  Está en la Lista de medicamentos esenciales de la Organización Mundial de la Salud, los medicamentos más efectivos y seguros que se necesitan en un sistema de salud.  El precio al por mayor en el mundo en desarrollo es de entre US$4,30 y 21,30 por dosis para el año 2014.  En los Estados Unidos cuesta entre US$50 y 100. La vacuna está hecha de un virus debilitado de la fiebre amarilla. Algunos países requieren un certificado de vacunación contra la fiebre amarilla antes de ingresar a un país donde la enfermedad es común. 

## Usos médicos

Certificado de vacunación contra la fiebre amarilla de un oficial junior de cubierta. La vacunación se realizó en Cuba y a bordo del mv soviético Toyvo Antikaynen el 18 de septiembre de 1985.

Las personas con mayor riesgo de contraer el virus deben ser vacunadas.  Los leñadores que trabajan en áreas tropicales deben ser especialmente objeto de vacunación. Los insecticidas, la ropa de protección y la detección en las casas son útiles, pero no siempre suficientes para el control de mosquitos; Las personas siempre deben usar un spray insecticida mientras estén en ciertas áreas.  En las áreas afectadas, los métodos de control de mosquitos han demostrado ser efectivos para disminuir el número de casos.
Los viajeros deben recibir la vacuna 10 días antes de estar en un área endémica. 
El 17 de mayo de 2013, el Grupo Consultivo Estratégico de Expertos en Inmunización (SAGE) de la Organización Mundial de la Salud (OMS) anunció que no es necesaria una dosis "de refuerzo" de la vacuna contra la fiebre amarilla (FA), diez años después de una dosis primaria.  Desde que comenzó la vacunación contra la fiebre amarilla en la década de 1930, solo se han identificado 12 casos conocidos de fiebre amarilla después de la vacunación, después de que se hayan dispensado 600 millones de dosis.  La evidencia mostró que entre este pequeño número de "fracasos de vacunas", todos los casos desarrollaron la enfermedad dentro de los cinco años de vacunación.  Esto demuestra que la inmunidad no disminuye con el tiempo.

### Programa
La Organización Mundial de la Salud recomienda la vacuna entre las edades de 9 y 12 meses en áreas donde la enfermedad es común.  También se debe inmunizar a cualquier persona mayor de 9 meses que no haya sido inmunizada previamente y que viva o viaje a un área donde ocurre la enfermedad.

## Efectos secundarios
La vacuna contra la fiebre amarilla 17D se considera muy segura, con más de 500 millones de dosis administradas y muy pocos casos documentados de enfermedades asociadas a la vacuna.  En ningún caso de enfermedades relacionadas con la vacuna se ha encontrado evidencia de que el virus haya regresado a un fenotipo virulento. 
La mayoría de las reacciones adversas a la vacuna 17D son el resultado de una reacción alérgica al huevo en los que se cultiva la vacuna.  Las personas con alergia al huevo conocida deben discutir esto con su médico antes de la vacunación.  Además, existe un pequeño riesgo de enfermedad neurológica y encefalitis, particularmente en individuos con sistemas inmunológicos comprometidos y niños muy pequeños.  La vacuna 17D está contraindicada en (entre otros) bebés entre 0 y 6 meses o personas de más de 59 años de edad, personas con trastornos del timo asociado con función anormal de las células inmunitarias, personas con inmunodeficiencias primarias y cualquier persona con una capacidad inmunitaria disminuida, incluidas las que toman medicamentos inmunosupresores.
Existe un pequeño riesgo de enfermedad más grave similar a la fiebre amarilla asociada a la vacuna.  Esta reacción, llamada YEL-AVD, causa una enfermedad bastante grave que se parece mucho a la fiebre amarilla causada por cepas virulentas del virus. Los factores de riesgo para YEL-AVD no se conocen, aunque se ha sugerido que puede ser genético.  El componente 2'-5'-oligoadenilato sintasa (OAS) de la respuesta inmune innata ha demostrado ser particularmente importante en la protección contra la infección por Flavivirus.  En al menos un caso de YEL-AVD, se encontró que el paciente tenía una mutación alélica en un polimorfismo de un solo nucleótido (SNP) del gen de la OAS. 
La Asociación Médica Canadiense publicó un artículo en 2001 en CMAJ titulado "Vacuna contra la fiebre amarilla: asegúrese de que el paciente la necesite".  El artículo comienza afirmando que de las 7 personas que desarrollaron una falla sistémica dentro de los 2 a 5 días de la vacuna entre 1996-2001, 6 murieron "incluyendo 2 que fueron vacunadas aunque planeaban viajar a países donde la fiebre amarilla nunca ha estado presente" informó. El artículo cita que "3 demostraron cambios histopatológicos compatibles con el virus de la fiebre amarilla salvaje".  El autor recomienda la vacunación solo para viajeros no contraindicados (consulte la lista de artículos) y para aquellos que viajan donde se informa actividad de la fiebre amarilla o en la zona endémica que se puede encontrar en el sitio web de la CDC que se cita a continuación.  Además se informa, en la edición en línea de 2010 del Libro Amarillo de la Salud del Viajero del Centro de Control de Enfermedades, que entre 1970 y 2002 solo se informaron nueve casos de fiebre amarilla en viajeros no vacunados de Estados Unidos y Europa que fueron a África occidental y a América del Sur, y 8 de los 9 murieron.  Sin embargo, continúa citando que hubo "solo 1 caso documentado de fiebre amarilla en un viajero vacunado.  Este caso no fatal ocurrió en un viajero de España que visitó varios países de África Occidental en 1988".

## Historia
Los primeros intentos de desarrollar una vacuna contra la fiebre amarilla siguieron a la apertura del Canal de Panamá en 1912, lo que aumentó la exposición global a la enfermedad.  El bacteriólogo japonés Hideyo Noguchi dirigió las investigaciones de la Fundación Rockefeller en Ecuador que dieron como resultado una vacuna basada en su teoría de que la enfermedad fue causada por una bacteria leptospira.  Sin embargo, otros investigadores no pudieron duplicar sus resultados y la vacuna ineficaz fue finalmente abandonada. 
Otra vacuna se desarrolló a partir de la "cepa francesa" del virus, obtenida por científicos del Instituto Pasteur de un hombre en Dakar, Senegal, que sobrevivió a su combate con la enfermedad.  Esta vacuna podría administrarse mediante escarificación, como la vacuna contra la viruela, y se administró en combinación para producir inmunidad contra ambas enfermedades, pero también tuvo complicaciones sistémicas y neurológicas graves en algunos casos.  Los intentos de atenuar el virus utilizado en la vacuna fracasaron.  Los científicos de la Fundación Rockefeller desarrollaron otra vacuna derivada del suero de un africano llamado Asibi en 1927, el primer aislamiento del virus en un humano.  Era más segura, pero implicaba el uso de grandes cantidades de suero humano, lo que limitaba el uso generalizado.  Ambas vacunas estuvieron en uso durante varios años, la vacuna Rockefeller en el hemisferio occidental e Inglaterra, y la vacuna del Instituto Pasteur en Francia y sus colonias africanas. 
En 1937, Max Theiler, trabajando con Hugh Smith en la Fundación Rockefeller para mejorar la vacuna de la cepa "Asibi", descubrió que una mutación propicia favorable en el virus atenuado había producido una cepa altamente eficaz que se denominó 17D.  Después de las pruebas de campo en Brasil, más de un millón de personas fueron vacunadas en 1939, sin complicaciones graves.  Por su trabajo en la vacuna contra la fiebre amarilla, Theiler recibió el Premio Nobel de Fisiología o Medicina de 1951.  Solo la vacuna 17D permanece en uso hoy en día. 

## Fabricación y suministro global.
El brote de fiebre amarilla en Angola en enero de 2016 ha generado preocupación sobre si el suministro mundial de vacunas es adecuado para satisfacer las necesidades durante una gran epidemia o pandemia de la enfermedad.  La inmunización infantil de rutina se ha suspendido en otros países africanos para garantizar un suministro adecuado en la campaña de vacunación contra el brote en Angola.  Las reservas de emergencia de vacunas desviadas a Angola, que consistían en unos 10 millones de dosis a fines de marzo de 2016, se habían agotado pero se estaban reponiendo en mayo de 2016.  Sin embargo, en agosto se informó que alrededor de 1 millón de dosis de 6 millones enviados en febrero se habían enviado al lugar equivocado o no se habían mantenido lo suficientemente frías para garantizar la eficacia, lo que provocaba una escasez para combatir la epidemia en la República Democrática del Congo.  Como medida de emergencia, los expertos han sugerido el uso de una dosis fraccionada (1/5 o 1/10 de la dosis habitual) para extender los suministros de vacuna existentes.  Otros han señalado que cambiar los procesos de fabricación a una tecnología moderna de cultivo celular podría mejorar el déficit de suministro de vacunas.  La fabricación de la vacuna actual es lenta y laboriosa.  Una nueva vacuna bajo investigación se realiza por diferentes medios.  El 17 de junio, la OMS acordó utilizar una dosis habitual de 1/5 como medida de emergencia durante el brote en curso en Angola y la República Democrática del Congo.  La dosis fraccionada no calificaría para un certificado de vacunación contra la fiebre amarilla para viajeros. 
El aumento de los casos de fiebre amarilla en las zonas endémicas de África y América del Sur en la década de 1980 fue abordado por la Iniciativa de la fiebre amarilla de la OMS lanzada a mediados de la década de 2000.  La iniciativa fue apoyada por la Alianza Gavi, una colaboración de la OMS, UNICEF, fabricantes de vacunas y filántropos privados como la Fundación Bill y Melinda Gates.  Las campañas de vacunación apoyadas por Gavi desde 2011 han cubierto a 88 millones de personas en 14 países considerados de "alto riesgo" de un brote de fiebre amarilla (Angola se consideró de "riesgo medio").  Las actividades de la Iniciativa de la fiebre amarilla se gestionan a través de un grupo de coordinación internacional establecido en el año 2000 cuando se había desarrollado una escasez mundial de vacunas contra la fiebre amarilla debido al largo tiempo requerido para la fabricación de la vacuna. Para el año 2013, había cuatro fabricantes calificados por la OMS: Bio-Manguinhos en Brasil (con la Fundación Oswaldo Cruz), el Instituto Pasteur en Dakar, Senegal, la Empresa Unitaria Estatal Federal del Instituto Chumakov en Rusia y Sanofi Pasteur, la empresa farmacéutica francesa.  Otros dos fabricantes abastecen a los mercados nacionales: el Instituto de Productos Biológicos de Wuhan en China y Sanofi Pasteur en los Estados Unidos.  Seth Berkley, el director ejecutivo de Gavi, advirtió sobre la amenaza mundial de fiebre amarilla debido a la escasez de suministros de vacunas.
La demanda de vacunas para campañas preventivas ha aumentado de unos 5 millones de dosis por año a unos 62 millones por año para 2014. UNICEF informó en 2013 que los suministros eran insuficientes.  Los fabricantes producen alrededor de 35 millones de los 64 millones de dosis que se necesitan por año.
La demanda de la vacuna contra la fiebre amarilla ha seguido aumentando debido al creciente número de países que implementan la vacunación contra la fiebre amarilla como parte de sus programas de inmunización de rutina.  Nuevos brotes de fiebre amarilla en Angola (2015), República Democrática del Congo (2016), Uganda (2016) y más recientemente en Nigeria y Brasil en 2017 han aumentado aún más la demanda, al tiempo que limitan el suministro mundial de vacunas.  Por lo tanto, para vacunar a las poblaciones susceptibles en campañas de inmunización masiva preventiva durante los brotes, la dosificación fraccionada de la vacuna se considera una estrategia de ahorro de dosis para maximizar el suministro limitado de vacunas.  La vacunación de dosis fraccionada se refiere a la administración de un volumen reducido de dosis de vacuna, que se ha reconstituido según las recomendaciones del fabricante.  El primer uso práctico de dosis fraccionarias de la vacuna contra la fiebre amarilla fue en respuesta al brote de 2016 en la República Democrática del Congo.